# Charis spicata
Charis spicata är en fjärilsart som beskrevs av Otto Staudinger 1888. Charis spicata ingår i släktet Charis och familjen Riodinidae. Inga underarter finns listade i Catalogue of Life.